# Canalicchio (Tremestieri Etneo)
Canalicchio is een plaats (frazione) in de Italiaanse gemeente Catania.

## Herkomst van de naam
De naam is afgeleid van het Latijnse woord canalicus dat 'klein kanaal' betekent. In het dorp zijn namelijk overblijfselen te zien van het oude aquaduct van de Benedictijnen van Catania.

## Voetnoten
1. ↑  Dato riferito alla sola porzione in territorio di Tremestieri Etneo